# 100733 Annafalcká
100733 Annafalcká è un asteroide della fascia principale. Scoperto nel 1998, presenta un'orbita caratterizzata da un semiasse maggiore pari a 2,2968218 UA e da un'eccentricità di 0,1039143, inclinata di 6,15849° rispetto all'eclittica.
L'asteroide è dedicato a Anna di Baviera (Anna Falcká in ceco), imperatrice consorte del Sacro Romano Impero.